# Okręg wyborczy Carmarthenshire
Okręg wyborczy Carmarthenshire powstał w 1542 roku i wysyłał do angielskiej, a następnie brytyjskiej Izby Gmin jednego deputowanego. Okręg obejmował walijskie hrabstwo Carmarthenshire. W 1832 roku liczbę mandatów przypadających na okręg zwiększono do dwóch. Okręg zlikwidowano w 1885 roku.

## Deputowani do brytyjskiej Izby Gmin z okręgu Carmarthenshire

### Deputowani w latach 1542–1660
- 1601: John Vaughan
- 1604–1611: Robert Mansell
- 1621–1622: John Vaughan
- 1624–1629: Richard Vaughan
- 1640–1644: Henry Vaughan
- 1646–1648: John Lloyd
- 1654–1659: John Claypole i Rowland Dawkins
- 1659: Thomas Hughes

### Deputowani w latach 1660–1832
- 1660–1661: John Lloyd
- 1661–1668: Francis Vaughan, lord Vaughan
- 1668–1677: Henry Vaughan
- 1677–1679: Altham Vaughan
- 1679–1689: John Vaughan, lord Vaughan
- 1689–1701: Rice Rudd
- 1701–1710: Griffith Rice
- 1710–1715: Thomas Powell
- 1715–1717: Charles Powlett, markiz Winchester, wigowie
- 1717–1722: Thomas Stepney
- 1722–1724: Edward Rice
- 1724–1745: Nicholas Williams
- 1745–1754: John Vaughan
- 1754–1779: George Rice
- 1779–1784: John Vaughan
- 1784–1790: William Mansel
- 1790–1793: George Rice, torysi
- 1793–1802: James Hamlyn
- 1802–1806: James Hamlyn Williams
- 1806–1807: William Paxton
- 1807–1820: Robert Seymour-Conway
- 1820–1831: George Rice-Trevor, torysi
- 1831–1832: James Hamlyn-Williams, wigowie

### Deputowani w latach 1832–1885
- 1832–1852: George Rice-Trevor, Partia Konserwatywna
- 1832–1835: Edward Hamlyn Adams, wigowie
- 1835–1837: James Hamlyn-Williams, wigowie
- 1837–1842: John Jones of Ystrad, Partia Konserwatywna
- 1842–1857: David Arthur Saunders Davies, Partia Konserwatywna
- 1852–1868: David Jones, Partia Konserwatywna
- 1857–1868: David Pugh, Partia Konserwatywna
- 1868–1874: Edward John Sartoris, Partia Liberalna
- 1868–1880: John Jones, Partia Konserwatywna
- 1874–1885: Frederick Campbell, wicehrabia Emlyn, Partia Konserwatywna
- 1880–1885: Walter Rice Howell Powell, Partia Liberalna